# ビコーズ・ザ・ナイト
「ビコーズ・ザ・ナイト」（Because the Night）は、パティ・スミスとブルース・スプリングスティーンが共作し、1978年にパティ・スミス・グループ名義のアルバム『イースター』からの先行シングルとして発表された楽曲。

## 背景
スプリングスティーンは1976年にこの曲の原型を作り始めたが、歌詞はサビの部分を除き未完成のままとなっていた。そして、過去にスプリングスティーンのアルバムでレコーディング・エンジニアを務めていたジミー・アイオヴィーンが、スミスの新作のプロデューサーに起用された縁で、スミスは本作のデモ・テープを聴き、恋人のフレッド・ソニック・スミス（MC5のギタリスト、後にスミスの夫となる）からの電話を待ちわびていた心情を元に、残りの歌詞を書き上げた。
本作はスプリングスティーンのライブでも取り上げられており、1986年発売のボックス・セット『Live/1975-85』には1980年12月28日のライブ音源が収録されたが、ここではスミスの歌詞と異なる部分もあった。一方、スプリングスティーンが2010年に発表したコンピレーション・アルバム『ザ・プロミス〜ザ・ロスト・セッションズ』には、スミスの歌詞に準じたスタジオ録音バージョンが収録された。
なお、2009年にマディソン・スクエア・ガーデンで開催された「ロックの殿堂25周年記念コンサート」では、U2のステージにスミスとスプリングスティーンの両方がゲスト参加して本作を共演し、その模様は2010年発売のライブ・アルバム『The 25th Anniversary Rock & Roll Hall of Fame Concerts』に収録された。また、2018年のトライベッカ映画祭では、スミスのドキュメンタリー映画『Horses: Patti Smith and her Band』のプレミア上映後にスミスのコンサートが行われ、「ビコーズ・ザ・ナイト」ではスプリングスティーンもゲスト参加した。

## 反響
アメリカの総合シングル・チャートBillboard Hot 100では13位に達し、パティ・スミス・グループのシングルとしては唯一の全米トップ40入りを果たした。全英シングルチャートでは12週トップ100入りして最高5位を記録し、スミス唯一の全英トップ40シングルとなった。スウェーデンのシングル・チャートでは10回（20週）連続でトップ20入りして最高9位を記録し、2009年11月13日には57位に再浮上した。

## カヴァー

### 10,000マニアックスによるカヴァー
10,000マニアックスは、1993年6月1日放映の『MTVアンプラグド』において本作をカヴァーしており、その模様はライブ・アルバム『アンプラグド』（1993年）に収録された。そして、シングル・カットされるとBillboard Hot 100においてオリジナル・ヴァージョンを上回る11位に達し、10,000マニアックスにとって初の全米トップ40シングルとなった。また、『ビルボード』のモダン・トラック・チャートでは7位、アダルト・コンテンポラリー・チャートでは9位を記録している。イギリスでは1993年10月23日付の全英シングルチャートで65位となるが、翌週にはチャート圏外に落ちた。
なお、パティ・スミスは1994年に夫フレッドを亡くし、シングルマザーとして2人の子供を育てていた頃に、10,000マニアックスによるカヴァーの印税が「とても大変な時期から脱却する助けになった」という。そして、スミスは2018年のインタビューで「若い頃に渋々ながら取った選択が、何年も後に私を苦しい時期から助け出してくれたことに感謝している」と振り返っている。

### カスケーダによるカヴァー
カスケーダは2007年のアルバム『パーフェクト・デイ』で本作をカヴァーした。2008年にシングル・カットされると、母国ドイツでは8週トップ100入りして最高41位を記録し、全英シングルチャートでは6週トップ100入りして最高28位を記録した。

### その他
- キール - アルバム『ザ・ファイナル・フロンティア』（1986年）に収録[18]。
- UA - 1996年のシングル「雲がちぎれる時」のカップリング曲として発表[19]。
- 戸川純 - カヴァー・アルバム『20th Jun Togawa』（2000年）に収録[20]。
- スウィート - カヴァー・アルバム『New York Connection』（2012年）に収録[21]。
- ミスティック・プロフェシー（英語版） - カヴァー・アルバム『Monuments Uncovered』（2018年）に収録[22]。